# Andrij Wowk (Offizier)

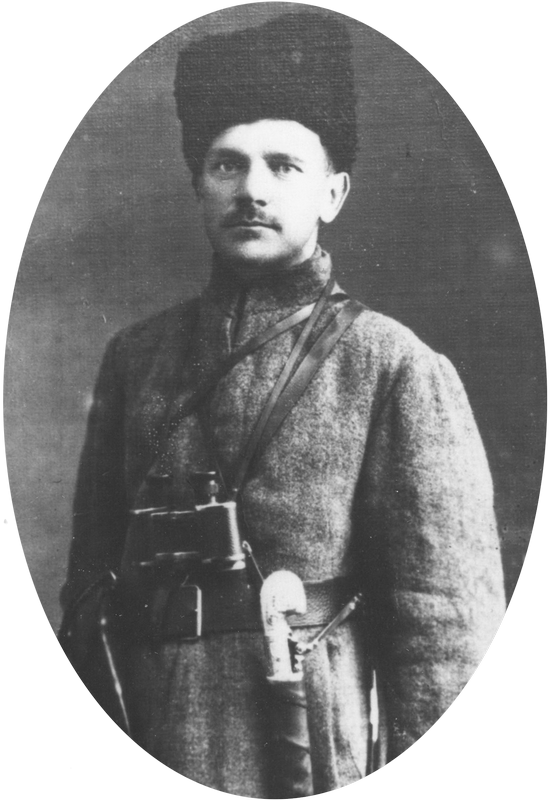
Andrij Wowk (1920)

Andrij Mychajlowytsch Wowk (ukrainisch Андрій Михайлович Вовк; * 15. Oktober 1882 in Denhy, Gouvernement Poltawa, Russisches Kaiserreich; † 11. Februar 1969 in Neu-Ulm) war ein ukrainischer Offizier und Politiker.

## Biografie
Seine Eltern hatten kosakische Wurzeln und waren Mittelbauern, weshalb sie ihm eine höhere Bildung ermöglichen konnten. 1900 trat er in den Militärdienst des 174. Regiments in Tscherkassy ein und drei Jahre später besuchte er die Infanteriekadettenschule in Tschuhujiw, die er 1906 als Jahrgangsbester abschloss und dafür eine persönliche Auszeichnung des Kriegsministers erhielt. Er setzte seine Ausbildung an einer Militärschule in Kiew fort und begann nach seinem Abschluss als Leutnant in einer der Infanterieeinheiten zu dienen.
Als regulärer Offizier der Kaiserlich Russischen Armee während des Ersten Weltkriegs und Kommandeur eines Infanteriebataillons ukrainisierte er 1917 russische Armeeeinheiten an der rumänischen Front. Im März 1918 war er Delegierter des 2. Allukrainischen Truppenkongresses und wurde bemächtigt, die 8. russische Armee zu demobilisieren.
Er trat der Armee der Ukrainischen Volksrepublik (UNR) bei. Im Russischen Bürgerkrieg kommandierte er 1918 die Fünfte Land-Infanteriedivision. Im Juli wurde er von der Regierung des Hetmanats verhaftet, weil er sich geweigert hat, sich gegen ukrainische Rebellen zu stellen und in einem Gefängnis in Mohyliw-Podilskyj inhaftiert. Später wurde er nach Kiew verlegt. Am 14. Dezember 1918 nahm er an einem Aufstand von 400 politischen Gefangenen gegen Pawlo Skoropadskyj teil.
Im Auftrag von Symon Petljura bildete er ein eigenes Eisenbahningenieurkorps, mit dem er am 8. Januar 1919 einen Angriff gegen die Bolschewiki führte. Er kommandierte in diesem Jahr auch die Vierte Schützendivision und war an Kämpfen gegen die Bolschewiki und Denikins Truppen beteiligt. Außerdem war er an der Niederschlagung eines Aufstands des Atamanen Omeljan Woloch gegen die UNR beteiligt. Er war stellvertretender Kommandeur der Kiewer Division während des Ersten Winterfeldzugs. Vom 6. Dezember 1919 bis 5. Mai 1920 kämpfte seine Division als Teil der Gruppe von Jurij Tjutjunnyk mehr als 2.000 km hinter dem Rücken der Truppen Denikins und der Bolschewiki. Er wurde dafür mit dem Eisernen Kreuz ausgezeichnet. Im Sommer darauf wurde er kurzzeitig Kommandeur der Kiewer Division. Ab September 1919 leitete er die 5. Infanterie-Bauerndivision der Kiewer Heeresgruppe der UNR.
Er befehligte die Operationen der Truppengruppen der UNR während der Überquerung des Dnister und der Offensive gegen die Bolschewiki im August und September 1920. Ab dem 25. September 1920 war er für die Mobilmachung in Kamjanez-Podilskyj verantwortlich. Er erhielt in diesem Herbst den Rang eines Brigadegenerals. Nach dem Rückzug der Armee der UNR in die Zweite Polnische Republik lebte er 1921 in Kalisz. Er übernahm das Oberkommando aller in Wadowice internierten Einheiten. Für kurze Zeit fungierte er auch als stellvertretender Vorsitzender des Rates der Volksminister der Regierung der Ukrainischen Volksrepublik im Exil. Von 1921 bis 1922 war er Armeeminister der ukrainischen Exilregierung.
Ab 1923 wohnte er in Warschau und war Redakteur. 1924 war er einer der Gründer der Gesellschaft der Soldaten der UNR-Armee. Von 1925 bis 1929 war er erster Präsident der Ukrainischen Gesellschaft für Militärgeschichte. Von 1940 bis 1942 war er Präsident der Ukrajinska hromada, einem bürgerlichen und kulturellen Verein, der 1919 von ukrainischen Emigranten in Berlin gegründet wurde. Er blieb nach dem Zweiten Weltkrieg in Westdeutschland. Die Regierung der Ukrainischen Volksrepublik im Exil setzte ihn von 1957 bis 1961 erneut als ihr Armeeminister ein.